# مایاری
مایاری (به اسپانیایی: Mayarí) یک منطقهٔ مسکونی در کوبا است که در استان اولگین واقع شده‌است. مایاری ۱٬۳۰۷ کیلومتر مربع مساحت و ۱۰۵٬۵۰۵ نفر جمعیت دارد و ۱۵ متر بالاتر از سطح دریا واقع شده‌است.